# 张校
张校（1989年8月6日—），曾用名杨子，是一名中国足球运动员，现效力中国足球甲级联赛球队沈阳中泽，司职前锋。

## 俱乐部生涯
2000年，杨子进入浙江绿城的青训体系，并在2007年入选由浙江绿城青年队组成的杭州三超征战中乙联赛，并帮助杭州三超在2009赛季进入四强。2010年进入杭州绿城一线队，并在5月22日杭州绿城主场2比1击败江苏舜天的比赛第52分钟替补谈杨登场，上演中超联赛首秀。 2010赛季他还在9月12日杭州绿城1比2不敌大连实德的伤停补时阶段替补登场，总共得到2次出场机会。2011赛季，他在前26轮仅替补出场一次，但在最后4轮由于主教练吴金贵被队委会架空，队中的外援全部沦为替补，他替代路易斯·拉米雷斯，全部首发登场并打满全场，但没有进球。2012年8月11日，杨子在杭州绿城主场对阵联赛领头羊广州恒大替补登场，并在比赛末段连进两球，这也是他第一次在中超联赛中破门。虽然最终杭州绿城以2比3不敌对手，但杨子的表现还是得到主教练冈田武史和广州恒大主教练里皮的称赞。 但在9月份的联赛间歇期中，他在北京香河集训时右脚跖骨骨折，伤停3个月，提前终结2012赛季的征程。 2013年，杨子伤愈回归球场，但赛季仅得到4次出场机会。
2014年2月，杨子转会加盟家乡的中国足球甲级联赛球队沈阳中泽。